# Тимолиг

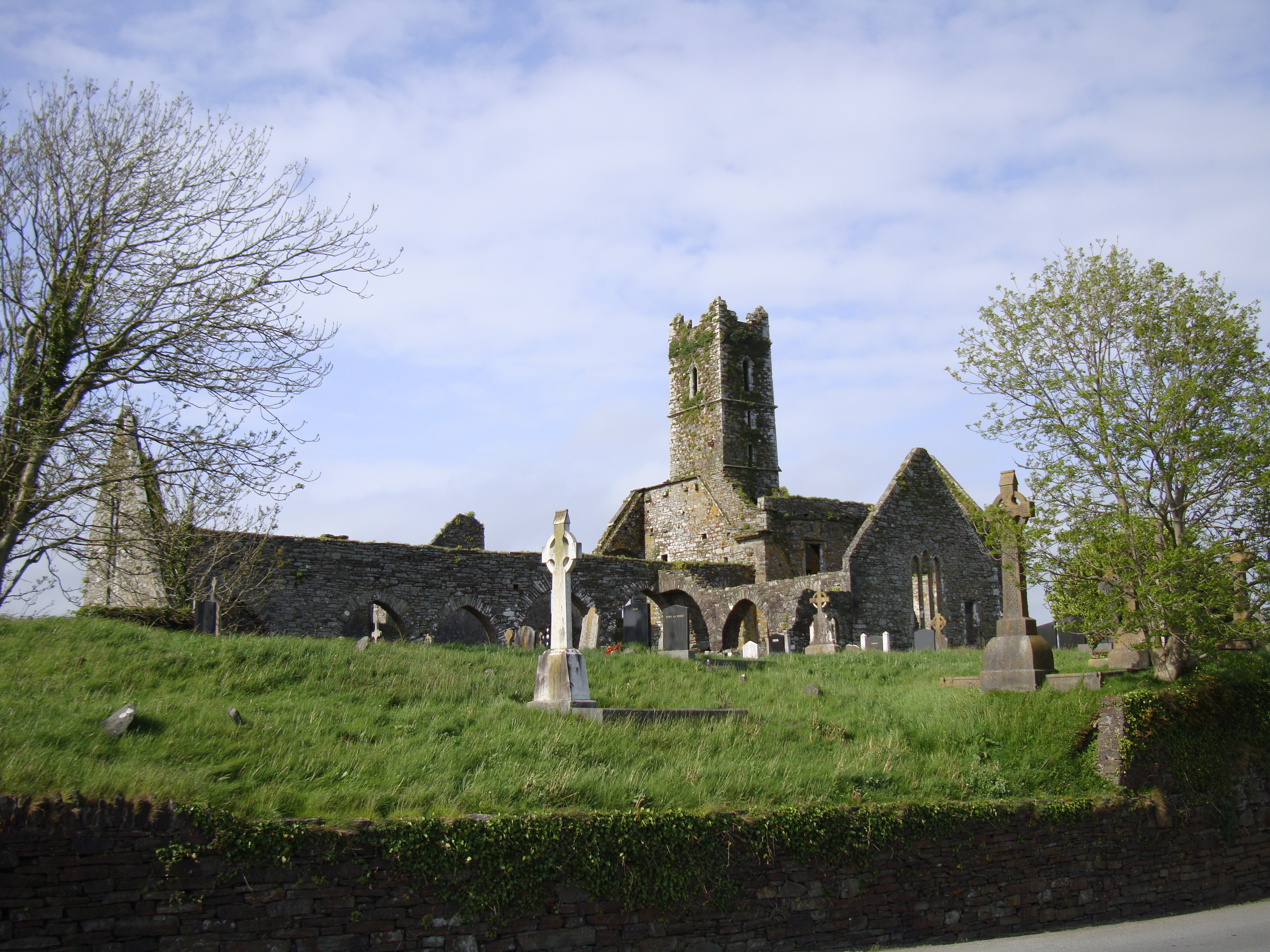
Разрушенный францисканский монастырь

Тимолиг (англ. Timoleague; ирл. Tigh Molaige, «дом Молага») — деревня в Ирландии, находится в графстве Корк (провинция Манстер).
Местная железнодорожная станция была открыта 20 декабря 1890 года, закрыта для пассажиров 24 февраля 1947 года и окончательно закрыта 1 апреля 1961 года.

## История
Тимолиг получил свое название от своего оригинального ирландского названия «Tigh Molaga», что означает «Дом Молаги». Считалось, что Святой Молага принёс в Ирландию пчеловодство и мёд. Производство меда всё ещё развито в этом районе. Деревня раньше называлась Тагумлаг, Тымулагы, Тимолига. Город Тимолиг и большая часть прилегающей территории принадлежали Ходнеттам, норманской семье, поселившейся в этом районе из Шропшира. До этого он принадлежал О'Коуигам. Во время правления Генриха III в Тимолиге произошла великая битва между Ходнеттами под предводительством лорда Филиппа Ходнетта и Барри под предводительством лорда Бэрримора. Ходнетты были разбиты, а их лидер убит. Затем Бэрриморы стали владельцами Тимолига, и они и их потомки сохраняли владение до 1800-х годов, когда он был куплен семьей Трейверсов.
В 1832 году приходской священник Тимолига, преподобный мистер Чарльз Фергюсон, был убит при попытке собрать десятину силой.

## Достопримечательности
Тимолигское аббатство было основано францисканскими монахами в 1240 году. Монастырь был построен на месте монашеского поселения, основанного святым Молагой в шестом веке. "Анналы четырёх мастеров" сообщают, что Тимолигское аббатство было основано МакКарти Ри, жившим недалеко от Кинсейла, в 1240 году. МакКарти были правителями Корка Лайде, по крайней мере, с XIII века и получали дань от вождей округа. Аббатство было расширено Доналом Гласом Маккарти в 1312 году и ирландскими и нормандскими покровителями в XVI веке. Монахи были рассеяны Реформацией, но вернулись в 1604 году. В 1612 году аббатство было разграблено английскими солдатами, которые также разбили все витражи, но большая часть каменных строений сохранилась. Монахи оставались в аббатстве до 1642 года, когда монастырь и город были ещё раз сожжены английскими солдатами под предводительством лорда Форбса.
В Аббеймахоне, по дороге в Кортмакшерри находятся руины цистерцианского аббатства – Аббеймахонский монастырь. Аббатство было основано в 1172 году Дермотом МакКормаком МакКарти, королём Десмонда. Первоначально этот монастырь находился в Агаманистере и был создан группой монахов из Балтингласса. Прошло почти столетие, прежде чем монахи решили переехать на новое место. Монахи переехали в Аббеймахон в 1278 году, когда в новом монастыре был похоронен Диармуит МакКартейг, сын Домналла Кербрича.
Церковь Вознесения, принадлежащая англиканской церкви Ирландии, также украшена изнутри мозаичными работами, выполненными по заказу семьи Трайверс, а последняя стена завершена махараджой Гвалиора Мадхорао Шинде Индии в 1925 году в память о его враче докторе Крофтсе, который приехал из Тимолига. Сама церковь датируется 1811 годом.

## Демография
Население — 365 человек (по переписи 2006 года). В 2002 году население составляло 323 человек.
Данные переписи 2006 года:
| Общие демографические показатели |               |                               |                               |      |      |
| Всё население                    | Всё население | Изменения населения 2002—2006 | Изменения населения 2002—2006 | 2006 | 2006 |
| 2002                             | 2006          | чел.                          | %                             | муж. | жен. |
| 323                              | 365           | 42                            | 13                            | 197  | 168  |